# Treron vernans
Treron vernans е вид птица от семейство Гълъбови (Columbidae). Видът е незастрашен от изчезване.

## Разпространение
Разпространен е в Камбоджа, Индонезия, Малайзия, Мианмар, Филипините, Сингапур, Тайланд и Виетнам.